# Boulogne, Vendée

Boulogne este o comună în departamentul Vendée, Franța. În 2009 avea o populație de 688 de locuitori.